# Verena hassleriana
Verena hassleriana là một loài thực vật có hoa trong họ Huyền sâm. Loài này được (Chodat) Minod miêu tả khoa học đầu tiên.